# Zăvoaia
Zăvoaia é uma comuna romena localizada no distrito de Brăila, na região de Muntênia. A comuna possui uma área de 79.89 km² e sua população era de 3352 habitantes segundo o censo de 2007.